# کوکوکو
کوکوکو (به ژاپنی: 興国 Kōkoku)، نام دوره ژاپنی در دربار جنوبی در دوره نانبوکوچو پس از انگن (دوره) و قبل از شوهی (دوره) بود. این دوره از آوریل ۱۳۴۰ تا دسامبر ۱۳۴۶ میلادی را در بر می‌گرفت. امپراتورهای سلطنتی در دربار جنوبی امپراتور گودایگو و امپراتور گو-موراکامی و در دربار شمالی امپراتور کومیو بودند.